# Дом чисел (фильм, 1957)
«Дом чисел» (англ. House of Numbers) — фильм нуар режиссёра Расселла Рауса, который вышел на экраны в 1957 году.
Фильм поставлен по одноимённому роману Джека Финнея, который вышел в том же году. В этом фильме Джек Пэланс играет двух близнецов — доброго и порядочного Билла Джадлоу и его психически неуравновешенного брата Арни, который отбывает в тюрьме «Сан-Квентин» пожизненный срок за убийство. Билл вместе с женой брата по имени Рут (Барбара Лэнг) успешно реализуют сложный план побега Арни из тюрьмы, после чего Рут отказывается подаваться в бега вместе с мужем, предпочитая остаться с Биллом. Когда мстительный Арни анонимно сообщает властям о действиях Билла и Рут, им угрожает тюремное заключение, однако начальник тюрьмы соглашается освободить их от ответственности, если они укажут местонахождение Арни.
Фильм снимался в формате CinemaScope на натуре в Сан-Квентине и в Милл-Валли, Калифорния, родном городе автора романа Финнея.
Критики были неоднозначного мнения о фильме, высоко оценив натурные съёмки и захватывающий характер картины, но вместе с тем отметив, что сюжет, и в частности, план побега слишком невероятен, а игра Пэланса в сложной двойной роли близнецов не достаточно сильна ввиду ограниченного диапазона актёра.

## Сюжет
Под видом мужа и жены Рут Джадлоу (Барбара Лэнг) и её деверь Билл Джадлоу (Джек Пэланс) арендуют небольшой дом неподалёку от федеральной тюрьмы «Сан-Квентин». Они прибыли с целью освобождения из тюрьмы заключённого Арни Джадлоу, мужа Рут и брата-близнеца Билла. Арни разработал детальный план своего побега из тюрьмы, переправив через жену инструкции Биллу. Когда они подъезжают к дому, Рут признаётся Биллу, что Арни невыносимо ревнив и жесток. Арни, который раньше был боксёром, осуждён за то, что до смерти забил человека, который, по его мнению, приставал к его жене. Расположившись в доме, Рут вводит Билла в курс относительно тюремного распорядка. В 16:00 заключённые заканчивают работу на текстильной фабрике, после чего уходят из промышленной зоны и расходятся в тюремном блоке по камерам. В камерах заключённых пересчитывают, и если их число сходится, с промышленной зоны снимается охрана. В центре тюремного комплекса стоит маяк, который светит непрерывным лучом, если все заключённые находятся в своих камерах. Если же кого-то нет на месте, свет на маяке начинает мигать, а надзиратели в течение 24 часов обыскивают промышленную зону в поисках исчезнувшего заключённого. На следующий день Рут и Билл слышат по радио, что надзиратель, которого в начале недели неизвестный заключённый сбросил с третьего этажа тюрьмы, всё ещё находится без сознания и не может назвать нападавшего. Они опасаются, что это преступление совершил Арни, и если его обвинят в этом нападении, то пожизненное заключение Арни будет заменено на смертную казнь. Тем же вечером в гости к Рут и Биллу заходит сосед Генри Нова (Харольд Джей Стоун), который оказывается тюремным надзирателем. Он узнаёт Рут, которая регулярно посещала тюрьму в последнее время. Билл представляет ему Рут как свою жену и объясняет, что его брат находится в «Сан-Квентине». После ухода неожиданного гостя, Рут и Билл приступают к выполнению плана. Среди ночи Рут подвозит Билла к высокой стене, за которой находится тюремная промышленная зона. Перебравшись через стену, Билл вместе с оснащением прячется среди составленных друг на друга ящиков с товаром около здания фабрики. На следующий день в 16:00 Арни выходит из здания фабрики, подходит к ящикам и незаметно меняется местами со своим братом. Арни остаётся в укрытии в то время, как Билл вместе с другими заключёнными возвращается в тюремную камеру. При пересчёте заключённых их число сходится, и никто не замечает подмены. Однако в столовой после ужина Билл закуривает сигарету, что строго запрещено правилами, и он получает замечание от надзирателя. Когда после ужина Билл выходит из столовой, его отводит в сторону Генри, говоря, что вчера видел его брата с женой, которые поселились с ним по соседству, и подозрительно осматривает Билла. Поздно вечером Арни выбирается из укрытия, выкапывая около стены большую яму, которую покрывает щитами и дёрном, и вставляя трубку для доступа воздуха в это небольшое подземное убежище, после чего снова прячется среди ящиков. На следующее утро перед началом работы Билл подходит к ящикам, и они с братом снова меняются местами, при этом Арни жестоко шутит, что ночью мог бы сбежать и оставить брата в тюрьме. Ночью Билл перелезает через стену, где в машине его ожидает Рут.
Вернувшись домой, Билл вырезает из деревянного бруска муляж пистолета, рассказывая Рут о том, что в детстве мечтал стать архитектором. Однако у родителей хватало денег на оплату учёбы только одного из братьев, и они послали в колледж более способного Арни. На втором курсе Арни увлёкся боксом и решил стать профессиональным боксёром. Он провёл несколько боёв, потерпев поражения в большинстве из них, после чего стало ясно, что с профессиональной карьерой у него ничего не получится. Тем не менее, благодаря боксу его кулаки стали, как выразился судья на процессе, «смертельным оружием». В свою очередь Рут жалеет о том, что вышла за замуж за Арни, чрезмерная ревность которого довела его до убийства. Рут говорит, что помогает Арни бежать потому, что считает и себя виновной в совершённом им убийстве, однако Билл уверяет её, что она ни в чём не виновата и к убийству не имеет никакого отношения. Тем же вечером после работы, Арни поджигает мусорный бак, и пока надзиратели отвлечены тушением, прячется в вырытое им убежище. Когда после пересчёта заключённых выясняется, что Арни пропал, свет на маяке начинает мигать, и надзирателей направляют обыскивать территорию. Тем временем Рут подвозит переодетого в тюремную одежду Билла, высаживая его недалеко от ворот тюрьмы. Выйдя из машины, Билл отпускает Рут, инструктируя её, что если он не вернётся через час, чтобы она немедленно ехала в аэропорт и вылетела бы ближайшим рейсом в другой штат. В кустах на дорожном перекрёстке Билл разбрасывает окурки от сигарет, выдаваемых в тюрьме заключённым, после чего останавливает проходящую мимо машину. Сев в салон, он угрожает водителю сделанным им муляжом пистолета, заставляя его заехать в тихое место, где, высадив того из машины, уезжает. Он подъезжает к припаркованной машине Рут, пересаживается к ней, и они вместе быстро возвращаются домой. Водитель сообщает в полицию об угоне его автомобиля человеком в арестантской форме, после чего надзиратели пребывают на место, где сел вор, обнаруживая поблизости окурки тюремных сигарет и разорванную арестантскую карточку Арни, а затем в салоне находят муляж пистолета. Заключив, что Арни уже сбежал за территорию тюрьмы, начальник приказывает прекратить поиски на территории и отключает мигающий сигнал на маяке.
По возвращении Рут и Билла домой к ним заходит Генри, который даёт понять, что догадался о том, что Билл менялся местами со своим братом, в результате чего Арни сбежал. За молчание Билл предлагает Генри 5000 долларов, давая половину сразу и отправляясь за второй. При этом Билл пытается увести с собой и Рут, однако Генри оставляет её в качестве заложницы. Билл приезжает к тюрьме, чтобы помочь брату перебраться через стену. Когда на обратном пути он спускается со стены к машине, там его поджидает Генри с оружием, который решил не только получить деньги, но и арестовать заключённого, чтобы таким образом продвинуться по службе. Однако в этот момент на Генри со стены спрыгивает Арни, который разоружает надзирателя и жестко избивает его. Биллу с трудом удаётся остановить и успокоить брата. Билл забирает у Генри деньги и оружие, после чего настаивает на том, чтобы отпустить надзирателя. По его словам, теперь он не представляет для них никакой опасности, поскольку будет молчать из страха, что его самого посадят в тюрьму за сокрытие информации. По возвращении домой Билл отдаёт Арни свою машину, адрес и ключи от новой квартиры, а также 2500 долларов, чтобы тот смог начать новую жизнь. Арни зовёт Рут, но она не хочет ехать вместе с мужем. Подозревая, что у неё с братом начался роман, он набрасывается на обоих, но затем успокаивается и просит прощения. Он признаёт, что Рут не сможет жить с ним, пока он находится в бегах, и уходит один.
Позднее тем же вечером тюремные охранники доставляют Рут и Билла к начальнику тюрьмы (Эдвард Платт), который сообщает, что ему поступил анонимный звонок, и звонивший в деталях описал весь план побега Арни из тюрьмы. Из этой информации становится очевидно, что Билл и Рут являются соучастниками преступления и понесут наказание. Однако начальник тюрьмы предлагает им сделку. Если они укажут местонахождение Арни, то он не даст хода полученной информации, и дела против них возбуждаться не будет. При этом, как утверждает начальник тюрьмы, Арни — это психически неуравновешенный и опасный для общества человек, который может пойти на убийство в любую минуту, поэтому надо задержать его и вернуть в тюрьму как можно быстрее. Исходя из объёма и подробности полученной начальником тюрьмы информации, Билл понимает, что звонившим мог быть только Арни. Кроме того, начальник сообщает, что надзиратель, которого сбросили с третьего этажа, остался жив и отделался лёгкими травмами, и, кроме того, так и не смог назвать имя того, кто его сбросил, и потому Арни в любом случае не грозит смертная казнь. Несколько минут Билл колеблется, не желая выдавать брата, однако в конце концов приходит к заключению, что для всех будет лучше, если Арни вернут в тюрьму. Билл записывает адрес квартиры Арни и передаёт записку начальнику тюрьмы, который заявляет Биллу, что он спас брата от газовой камеры. Начальник тюрьмы даёт по телефону поручение задержать Арни, особенно подчёркивая, чтобы его взяли живым.

## В ролях
- Джек Пэланс — Арни Джалоу / Билл Джадлоу
- Харольд Джей Стоун — Генри Нова, тюремный надзиратель
- Эдвард Платт — начальник тюрьмы
- Барбара Лэнг — миссис Рут Джадлоу

## Создатели фильм и исполнители главных ролей
Как отметил историк кино Джефф Стаффорд, «хотя этого трудно было ожидать от фильма категории В, кинокомпания Metro-Goldwyn-Mayer собрала для его создания впечатляющую творческую группу». В частности, «сценарист и режиссёр Расселл Раус удостаивался номинации на „Оскар“ за социальную драму „Колодец“ (1951), но более всего известен своим вкладом в нуаровый жанр благодаря таким картинам, как „Вор“ (1952), „Порочная женщина“ (1953) и „Секреты Нью-Йорка“ (1955)».
Кроме того, в группу входил «Джордж Фолси, который был новаторски мыслящим оператором таких ранних чёрно-белых картин, как „Аплодисменты“ (1929), и позднее таких хитов MGM в системе Technicolor, как „Встретимся в Сент-Луисе“ (1944), „Семь невест для семерых братьев“ (1954) и „Запретная планета“ (1956)». А композитор и дирижёр Андре Превин «на протяжении многих лет работы в Голливуде получил несколько „Оскаров“ за такие фильмы, как „Жижи“ (1958), „Порги и Бесс“ (1959) и „Моя прекрасная леди“ (1964)».
Как далее указывает Стаффорд, исполнитель главной роли Джек Пэланс имел длительную кинокарьеру, однако завоевал «Оскар» лишь однажды в 1992 году за исполнение роли второго плана, создав образ крутого парня в фильме «Городские пижоны» (1991). По словам киноведа, «Пэланса никогда не считали актёром значительного диапазона. Обычно он играл либо злодеев, в частности, в вестерне „Шейн“ (1953) и фильме нуар „Внезапный страх“ (1952) (обе роли принесли ему номинации на „Оскар“), или проблемных протагонистов, в частности, в нуаре о голливудских нравах „Большой нож“ (1955) или в военной драме „Атака!“ (1956), но в этом фильме он получает и то, и другое».
По информации Американского института киноискусства, этот «фильм стал первым для актрисы Барбары Лэнг», в котором её имя было указано в титрах. После этой картины Лэнг сыграла в фильме нуар «Девушка с вечеринки» (1958) и в нескольких телесериалах, полностью прекратив сниматься в 1961 году в возрасте 33 лет.

## История создания фильма
Рабочее название этого фильма — «Пастельная тюрьма» (англ. The Pastel Penitentiary).
Согласно статье в «Голливуд Репортер» от 5 марта 1956 года, кинокомпания MGM купила права на экранизацию романа Джека Финнея «Пастельная тюрьма» в 1956 году, поставив в качестве продюсера Пандро С. Бермана, которого позднее сменил Чарльз Шни.
Фильм частично снимался на натуре в тюрьме «Сан-Квентин» и в окрестностях Сан-Франциско.

## Известные фильмы нуар о близнецах
Как отмечает Стаффорд, исполнение «звёздной роли в паре с самим с собой» является «редким приёмом, который обычно приберегают для таких виртуозных исполнителей», как Алек Гиннесс в «чёрной комедии» «Добрые сердца и короны» (1949) (в этой картине Гиннесс сыграл восемь ролей), или таких комиков, как Майк Майерс в шпионской комедии «Остин Пауэрс: Человек-загадка международного масштаба» (1997). Приём с близнецами использовался и в жанре нуар, в частности, в фильмах «Среди живущих» (1941), «Тёмное зеркало» (1946) и «Виновный» (1947), а также в таких неонуаровых психологических триллерах, как «Намертво связанные» (1964) и «Связанные насмерть» (1988).

## Оценка фильма критикой

### Общая оценка фильма
Как пишет Джефф Стаффорд, после выхода на экраны «фильм точно не поразил критиков». По его словам, «Нью-Йорк Таймс» отразила мнение многих из них, отметив, что «каждый, кто поверит в „Дом чисел“, поверит во всё, что угодно… Помимо абсурдности самого сюжета, очевидно, что оба неискушённых и задыхающихся персонажа в исполнении Пэланса должны были вызвать беспокойство любого надзирателя с самого начала».
По мнению самого Стаффорда, «первая половина картины с побегом настолько надуманна и абсурдно иррациональна, что становится похожа на работу сумасшедшего — и так оно и есть. Финал же настолько абсурдно лишён кульминации, что создаётся впечатление, что что-то пропущено. Зритель так и не узнаёт, чем всё закончилось для Арни». Хэл Эриксон считает, что «благодаря постановке нескольких сцен на натуре в тюрьме „Сан-Квентин“ фильм стремился к реализму», однако «смотрелся бы куда лучше в жанре фарсовой комедии, чем серьёзной мелодрамы». Однако создатели делали серьёзный фильм и «очень старались избежать того, чтобы вызвать у зрителя невольный смешок». Как полагает Майкл Кини, «несмотря на остроумную посылку и умелую актёрскую игру, этот тюремный нуар (в котором снялись реальные заключённые „Сан-Квентина“) не вырабатывает свой потенциал по причине зияющих дыр в сценарии и провального финала» .
Крейг Батлер также обращает внимание на то, что «фильм имеет несколько довольно существенных проблем с достоверностью». Вместе с тем, «если не обращать на них внимания, то получится увлекательная малая мелодрама». Критик отмечает эффективную работу Расселла Рауса в качестве режиссёра, указывая, что «слабости картины связаны прежде всего со сценарием, который помимо своей надуманной исходной посылки, не сосредоточен на сути истории и не получает удовлетворительного разрешения в финале». К достоинствам картины Батлер относит также «музыку Андре Превина, хорошую игру второго плана со стороны Эдварда Платта и достаточно стильную операторскую работу Джорджа Фолси, что в результате даёт приятное небольшое развлечение».

### Оценка актёрской игры
По мнению Стаффорда, «фильм в меньшей степени рассказывает о тюремном побеге и в большей степени служит чудаковатой демонстрацией Джека Пэланса в его двойной роли». Критик пишет, что «Пэланса никогда не отмечали как актёра значительного диапазона». В данном фильме, «представая в образе Арни, он по-другому укладывает брови, делает голос более высоким и форсирует маниакальность своего поведения, дополняя образ лицевым тиком и энергетикой загнанного в клетку зверя». Его «Билл, с другой стороны, всегда в холодном поту, выглядит паникующим и как будто виновным в каком-то преступлении». По словам Стаффорда, «между ними нет особенной разницы, но всё равно забавно смотреть, как Пэланс играет близнецов. Его не назовёшь красавцем, но его скелетоподобные черты лица излучают определённое обаяние. Во время Второй мировой войны Пэланс получил серьёзные ожоги, когда его бомбардировщик потерпел катастрофу, и в результате пластической операции он получил лицо, которое помогло ему начать карьеру в кино».
Как далее пишет Стаффорд: «Даже несмотря на то, что практически в каждой сцене главное место отведено Пэлансу, его полностью затмевает опытный мастер эпизода Тимоти Кейри (в титрах его имя не указано) в их единственной совместной сцене. Кейри, который играет чудаковатого сокамерника, отлично доносит созданный им образ, который сделал его столь запоминающимся по таким фильмам, как „К востоку от рая“ (1955) Элии Казана, „Убийство“ (1956) Стэнли Кубрика и „Убийство китайского букмекера“ (1976) Джона Кассаветиса».
Крейг Батлер отмечает, что «для многих самым интересным в этом фильме будет посмотреть на Джека Пэланса в двойной роли хорошего и плохого брата. Роли близнецов вроде этих являются наслаждением для актёров, обычно наблюдать за исполнением таких ролей большое удовольствие». Однако, «у Пэланса легендарной роли (или пары ролей) не получается, так как он просто-напросто не актёр необходимого диапазона и глубины для этого. Но он играет интересно, чего более чем достаточно для потребностей этого фильма, и что помогает преодолеть некоторые слабые моменты картины». Батлер также отмечает Барбару Лэнг, которая «выдаёт хорошую, крепкую игру, кроме того ей помогает её потрясающая внешность».